# Hans-Peter Briegel
Hans-Peter Briegel (Rodenbach, Alemanya, 11 d'octubre de 1955) és un exfutbolista alemany jugador polifuncional al terreny de joc, va jugar principalment com a defensor central al 1. FC Kaiserslautern, l'Hellas Verona i la UC Sampdoria.